# Widor Santiago
Widor Santiago (Anápolis, ?) é um saxofonista brasileiro.

## Biografia
Widor Santiago é um saxofonista brasileiro de jazz. Atualmente, além do seu próprio quinteto, Widor toca com o cantor e compositor Milton Nascimento, com o qual tem se apresentado pelo Brasil, Américas do Sul e Central, África, Japão e Europa. Tocou ao lado de músicos como Airto Moreira, Dave Weckel, Delmare Brown, Efrain Toro, Giovanni Hidalgo, Larry Coryell, Luis Avellar, Marcos Rezende, Mike Stern, Nico Assumpção, Pascoal Meireles, Paulo Braga, Paulo Russo e Paulinho Trompete.
Gravou o CD "A Rosa", em Londres, São Francisco e Rio de Janeiro, com participação especial de Flora Purim e Airto Moreira. Neste CD, as músicas são ritmadas e classificadas como Brazilian Jazz.
Iniciou seus estudos musicais aos sete anos de idade. Autodidata, começou a apresentar-se em  Brasília, tendo se mudado para o Rio de Janeiro no início de 1984. Tocou e gravou com artistas da MPB como Ângela Ro Ro, Baby do Brasil, Cazuza, Djavan, Erasmo Carlos, Emilio Santiago, João Bosco, entre outros. No final de 1996, Widor foi convidado pela cantora Flora Purim a embarcar em uma serie de turnês internacionais do circuito de jazz, onde se apresentaria como um dos solistas da banda Fourth World. Este período durou cerca de dois anos e meio, no qual Widor morou em Nova Iorque e Miami, se apresentando por mais de trinta países do circuito jazzístico.
Trabalha para a Rede Globo através da banda BR Plus, gravando como saxofonista e flautista inúmeras trilhas para novelas, minisséries, casos especiais e programas ao vivo.

## Discografia em que participou
- Tributo a Roberto Carlos (1995)[1]
- Estados (1996)
- King of Hearts (CD - 1997)[2]
- Fernando Gama (CD - 1999)[2]
- Last Journey (CD - 1999)[2]
- Clareou (1999)
- Soul Tim (1999)
- Tributo a Cazuza (1999)
- Ritual Carioca (CDs - 2000)[2]
- Nonchalance (CD - 2000)[2]
- Flora Purim Sings Milton Nascimento (CD - 2002)[2]
- Minhavida Minhamusica (CD - 2002)[2]
- Paradise (2002)
- Pieta (CD - 2003)[2]
- Faces (2003)
- O Tempo Não Pára: Ao Vivo (CD - 2004)[2]
- Sound & Vision: Soul Brazuca (2004)
- Grooves in the Temple (CD - 2005)[2]
- Por Aí... (2005)
- O Coronel E O Lobisomem (2005)
- Historias das Novelas (2007)
- Alafia (2007)
- Alucinação (2010)
- Rubens Lisboa Por Tantas Vozes (2011)
- Live in Berkeley (2012)